# Wikinomie
Wikinomie - Jak masová spolupráce mění svět a obchod je kniha od Dona Tapscotta a Anthonyho D. Williamse zaměřená na současné internetové trendy nejen pro byznys, ale i pro různé kreativní činnosti. Je to kniha, která vyšla v originále v roce 2006 (v češtině v roce 2010) a jejímž cílem je ukázat firmám cestu nových přístupů a inovací k získání větší prestiže i zisků. Hlavní myšlenka knihy vychází z předpokladu, že lidstvo stojí na počátku nové éry, kdy slovo dostává i jednotlivec, který se díky online prostředí a novým nástrojům může podílet na vzniku celosvětové online encyklopedie (např. Wikipedie) nebo může pomoci vylepšit nový software (např. Linux) apod. Možnosti počátku 21. století vedou lidstvo ke kolaborativní ekonomice: (...) kde firmy mohou existovat vedle sebe s miliony samostatných tvůrců, kteří se mohou propojovat a společně vytvářet hodnoty (prostřednictvím děl, obsahů aj.) ve volně propojených sítích. 

## 7 modelů masové spolupráce
- Průkopníci rovnocenného propojování - poukázali na potenciál tisíců dobrovolníků a nebáli se ho využít
- Ideagory - (tzv. tržiště talentů) - firmy mohou využívat i odborníky mimo svoji organizaci
- Prozumenti - jsou lidé, kteří jsou aktivní a tvůrčí a s radostí předělávají výrobky k obrazu svému a tím vznikají nové hodnoty
- Noví alexandriáni - jsou prozumenti ve vědeckém sektoru. Díky sdílení informací a kolektivní spolupráci se může např. urychlit vývoj nového léku
- Platformy pro participaci - společnosti zpřístupňují nejen své výrobky, ale třeba také technologie, aby tak mohlo dojít k vytvoření otevřené scény, ve kterých by se mohli realizovat i jiní partneři a tím rozjíždět nová podnikání
- Globální tovární haly
- Wiki pracoviště - je způsob, jak rovnocenně všechny propojit a vytvořit tak velmi efektivní systém tvůrčí síly[2]

## Kontroverze a nástrahy související s wikinomií (kolaborativní ekonomikou)
Nástrahy wikonomie (kolaborativní ekonomiky) jsou podobné jako u crowdsourcingu (wikinomii lze chápat jako jeden z možných způsobů realizace crowdsourcingu). Patří sem zejména:
- Riziko vysokých dodatečných nákladů na dotáhnutí projektu do přijatelné podoby.
- Zvýšená pravděpodobnost, že projekt selže z důvodů jako např. nedostatek finanční motivace, malý počet zúčastněných, nižší kvalita práce, nedostatek osobní zainteresovanosti pro projekt, globální jazykové bariéry nebo složitá správa velkého projektu.
- Mzda pod tržní hodnotou nebo žádná mzda. Rizika spojená s barterovými dohodami.
- Žádné písemné smlouvy, dohody o neposkytování informací nebo zaměstnanecké smlouvy.
- Těžkosti s udržením pracovních vztahů s pracovníky během trvání projektu.